# Filmová a televizní cena MTV za nejlepší seriál
Filmové a televizní ceny MTV se každoročně udělují v kategorii nejlepší seriál od roku 2017. 

## Vítězové a nominovaní

### 2017–2019
| Rok  | Seriál                     | Stanice  |
| ---- | -------------------------- | -------- |
| 2017 | Stranger Things            | Netflix  |
| 2017 | Atlanta                    | FX       |
| 2017 | Hra o trůny                | HBO      |
| 2017 | Nesvá                      | HBO      |
| 2017 | Prolhané krásky            | Freeform |
| 2017 | Tohle jsme my              | NBC      |
| 2018 | Stranger Things            | Netflix  |
| 2018 | Proč? 13x proto            | Netflix  |
| 2018 | Hra o trůny                | HBO      |
| 2018 | Grown-ish                  | Freeform |
| 2018 | Riverdale                  | CW       |
| 2019 | Hra o trůny                | HBO      |
| 2019 | Big Mouth                  | Netflix  |
| 2019 | The Haunting of Hill House | Netflix  |
| 2019 | Riverdale                  | CW       |
| 2019 | Schitt's Creek             | CBC      |

### Od 2021
| Rok  | Seriál          | Stanice           |
| ---- | --------------- | ----------------- |
| 2021 | WandaVision     | Disney+           |
| 2021 | Banda           | Prime Video       |
| 2021 | Bridgertonovi   | Netflix           |
| 2021 | Cobra Kai       | Netflix           |
| 2021 | Emily in Paris  | Netflix           |
| 2022 | Euforie         | HBO               |
| 2022 | Neskutečná Anna | Netflix           |
| 2022 | Loki            | Disney+           |
| 2022 | Hra na oliheň   | Netflix           |
| 2022 | Ted Lasso       | Apple TV+         |
| 2022 | Yellowstone     | Paramount Network |
| 2023 | The Last of Us  | HBO               |
| 2023 | Stranger Things | Netflix           |
| 2023 | Wednesday       | Netflix           |
| 2023 | Bílý lotos      | HBO               |
| 2023 | Wolf Pack       | Paramount+        |
| 2023 | Yellowstone     | Paramount Network |
| 2023 | Yellowjackets   | Showtime          |

## Více vítězství a nominací
Následující seriály obdržely více nominací: 
| Nominace | Seriál          |
| -------- | --------------- |
| 3        | Hra o trůny     |
| 2        | Riverdale       |
| 2        | Stranger Things |

Následující stanice obdržely více nominací: 
| Nominace | Stanice  |
| -------- | -------- |
| 8        | Netflix  |
| 4        | HBO      |
| 2        | Freeform |
| 2        | CW       |